# Miltodes
Miltodes es un  género de coleópteros adéfagos de la familia Carabidae.

## Especies
Comprende las siguientes especies:
- Miltodes ellipticus Andrewes, 1937
- Miltodes granum Andrewes, 1922